# Lagonda DP115

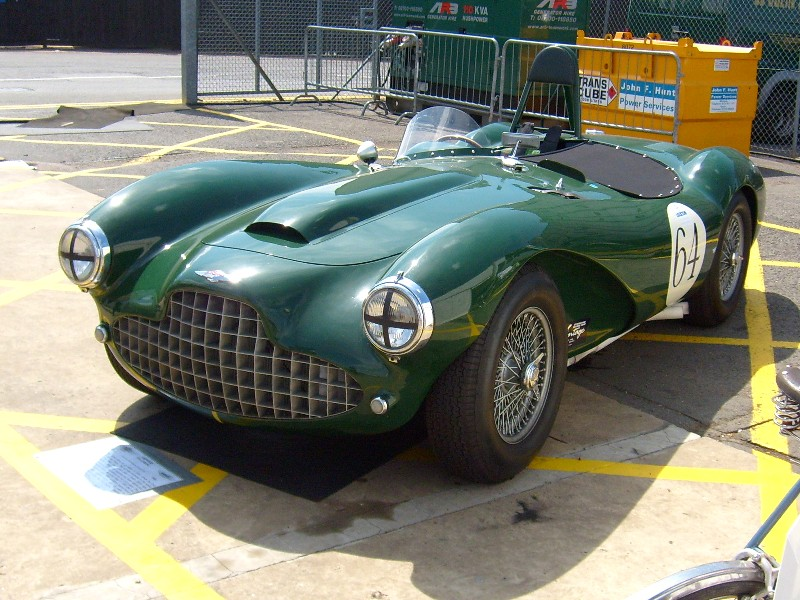
Lagonda DP115

Der Lagonda DP115 war ein Sportwagen der 1954 bei Aston Martin unter der Modellbezeichnung Lagonda entwickelt wurde.

## Entwicklungsgeschichte und Technik
Während der Rennen der Sportwagen-Weltmeisterschaft 1953 wurde Aston-Martin-Eigentümer David Brown rasch klar, dass ein Gesamtsieg bei einem großen internationalen Sportwagenrennen mit einem Fahrzeug mit 3-Liter-Motor nur schwer möglich war. Der DB3 mit dem 2,9-Liter-6-Zylinder-Reihenmotor war der stärker motorisierten Konkurrenz unterlegen. Jaguar fuhr im D-Type einen 3,4-Liter-Reihenmotor; Ferrari im 340MM 4,1-Liter-V12-Motoren, die im 375MM bis auf 4,6-Liter aufgebohrt wurden. Die Cunningham C4-R und C5-R hatten sogar einen 5,5-Liter-Chrysler-V8-Motor.
Schon Ende 1953 begann man daher bei Aston Martin mit der Entwicklung eines neuen Motors. Das Ergebnis war ein 4,5-Liter-V12-Motor mit zwei obenliegenden Nockenwellen. Die zu Beginn auf dem Prüfstand erzielte Leistung von 280 PS wurde im Laufe des Jahres 1954 auf 310 PS gesteigert. Zwei DB3-Fahrgestelle wurden angepasst, um die neuen Motoren aufnehmen zu können. Da diese Motoren breiter und schwerer als die bisherigen Reihenmotoren waren, mussten die Rohrrahmen verstärkt und der Radstand verlängert werden. Das ursprüngliche 4-Gang-Getriebe wurde vor dem Rennen in Le Mans durch ein 5-Gang-Schnellschaltgetriebe ersetzt.

## Renngeschichte
Beim Lagonda DP115 zeigte sich, dass halbherzige Projekte wenig erfolgreich sind. Ein nicht ausgereifter Motor in umgebauten Fahrgestellen eines anderen Rennwagenmodells, das waren Voraussetzungen, die wenig erstaunlich zum Scheitern führten. Bei kühlen Temperaturen ließ sich der Motor schwer starten und hatte Zündaussetzer; durch heißes Wasser im Kühler konnte kurzfristig Abhilfe geschaffen werden. Auch die Testarbeit begann halbherzig. David Brown fuhr den ersten Roll-out selbst und verunfallte prompt. Das Fahrzeug fing Feuer, konnte bis zum ersten Rennstart aber repariert werden. Dieser fand beim Silverstone International 1954 statt, wo Reg Parnell den fünften Gesamtrang belegte. Im Ziel hatte er knapp 1½ Minuten Rückstand auf den Sieger José Froilán González im Ferrari 375 Plus.
Zum 24-Stunden-Rennen von Le Mans 1954 wurden zwei Wagen gemeldet. Einer wurde vor dem Rennen wieder zurückgezogen und durch einen DB3 ersetzt. Den DP115 pilotieren Eric Thompson und Dennis Poore. Das Rennen wurde im Regen gestartet, und trotz anhaltender Handling-Probleme lag Thompson an der dritten Stelle der Gesamtwertung, als er einen Unfall hatte. Er konnte den Wagen zwar zurück zu den Boxen bringen, aber die Schäden waren zu groß, um ihn reparieren zu können.
Der DP115 wurde nur noch einmal – Parnell wurde bei einem Sportwagenrennen in Silverstone Vierter – gefahren, dann gab Brown den Fahrzeugtyp in dieser Form auf. 1955 wurde für den 12-Zylinder-Motor mit dem DP166 ein neues Chassis gebaut.